# うだ・アニマルパーク
うだ・アニマルパークは、奈良県宇陀市大宇陀小附75-1に位置する県立の動物園。

## 概要
前身は奈良県畜産技術センターであり、牛・豚・鶏などの試験研究を行っていた。2001年4月に宇陀郡御杖村にみつえ高原牧場がオープンし大家畜（牛）部門が移転したことにより、空いた敷地を活用して、動物との触れ合いを通じて命の大切さを啓発することなどを目的に、2008年4月にうだ・アニマルパークが開園した。2011年10月に畜産技術センターと分離し、地域振興部うだ・アニマルパーク振興室となった。
施設では、遠足や校外学習の児童生徒たちにペットや家畜、野生動物それぞれの立場になって物事を考える教育プログラムや出前授業も実施している。また動物愛護センターを併設し、捨てられた野犬や野良猫を収容、その譲渡も行っている。評判で来園者も増え、2016年度は22万8170人でオープン初年度の3倍以上となった。

## 歴史
前史
- 1940年4月 - 宇陀市大宇陀下竹（旧神戸村）に奈良県種畜場として創設
- 1952年7月 - 奈良県種鶏場を大和郡山市筒井町に設置（県農業試験場から養鶏部を分離）
- 1967年4月 - 奈良県畜産試験場並びに奈良県養鶏試験場に改組・改名
- 1970年4月 - 奈良県養鶏試験場を統合
- 2001年4月 - 奈良県畜産技術センターに名称変更、奈良県畜産技術センターみつえ高原牧場が開設され旧畜産試験場の大家畜（牛）部門が移転

開園後
- 2008年4月 - うだ・アニマルパーク開業
- 2011年10月 - 畜産技術センターを分離し、地域振興部うだ・アニマルパーク振興室に改組